# Tighina, Vâlcea
Tighina este un sat în comuna Voicești din județul Vâlcea, Oltenia, România. În această așezare se poate găsi și conacul familiei Popescu.
 Acest articol despre o localitate din județul Vâlcea este deocamdată un ciot. Puteți ajuta Wikipedia prin completarea lui.